# Marquesado de Vallcabra
El marquesado de Vallcabra es un título nobiliario español concedido por el archiduque-pretendiente Carlos de Austria a José Fausto de Potau y de Ferrán, II conde de Vallcabra, el 24 de febrero de 1706 por real decreto y el 24 de enero de 1709 por real despacho.
Fue rehabilitado por Alfonso XIII de España en 1923 y recayó en María Emilia Despujol y Rocha.

## Armas
De oro, un chevrón de gules acompañado de tres granadas de gules, rajadas de oro, hojada y tallada de sinople. Por lema "Agrio Dvlce".

## Marqueses de Vallcabra
|                                           | Titular                                         | Periodo                                   |
| Creación por Archiduque Carlos de Austria | Creación por Archiduque Carlos de Austria       | Creación por Archiduque Carlos de Austria |
| ----------------------------------------- | ----------------------------------------------- | ----------------------------------------- |
| I                                         | José Fausto de Potau y de Ferrán                | 1709-1732                                 |
| Rehabilitación por Alfonso XIII           |                                                 |                                           |
| II                                        | María Emilia Despujol y Rocha                   | 1923-1960                                 |
| III                                       | María del Carmen Sáenz de Heredia y Despujol    | 1967-2021                                 |
| IV                                        | Francisco Javier Gómez-Acebo y Sáenz de Heredia | 2022-hoy                                  |

## Historia de los marqueses de Vallcabra
La lista de sus titulares es la que sigue:
- José Fausto de Potau y de Ferrán, I marqués de Vallcabra, II conde de Vallcabra, señor de Sarreal, Vallcervera y Conill, protector del Brazo Militar, brazo en Cortes de Cataluña en 1713, hermano de Pedro de Potau y de Ferrán (quien fue prócer en Cortes de Cataluña en 1705.[1]

El 5 de marzo de 1923, por rehabilitación, sucedió:
- María Emilia Despujol y Rocha (m. 1960), II marquesa de Vallcabra y dama de la Real Hermandad del Santo Cáliz de Valencia.

Casó con Francisco Javier Sáenz de Heredia y Manzanos, caballero maestrante de la Real de Ronda, del Real Cuerpo de la Nobleza de Cataluña y de la Real Hermandad del Santo Cáliz de Valencia. El 16 de junio de 1967 le sucedió su hija:
- María del Carmen Sáenz de Heredia y Despujol (m. Madrid, 25 de mayo de 2021),[5] III marquesa de Vallcabra.

Casó con José Luis Gómez-Acebo y Cejuela, hermano del III marqués de Cortina.  Sucedió su hijo:
- Francisco Javier Gómez-Acebo y Sáenz de Heredia, IV marqués de Vallcabra.[6]